# Liste von Persönlichkeiten der Gemeinde Schermbeck
Diese Liste von Persönlichkeiten der Gemeinde Schermbeck umfasst die Bürgermeister, Ehrenbürger, Söhne und Töchter der Stadt sowie weitere Persönlichkeiten mit Bezug zur Stadt.

## Bürgermeister

### Bürgermeister der Gemeinde Schermbeck seit der kommunalen Gebietsreform 1975
- 01.01.1975–30.08.1980: Ernst Grüter (CDU)
- 1980–1989: Bernhard Krass (CDU)
- 1989–1994: Bernhard Redeker (CDU)
- 1994–31.05.1995: Wilhelm Capell (SPD)

### Gemeindedirektoren der Gemeinde Schermbeck seit der kommunalen Gebietsreform 1975
- 01.01.1975–31.12.1987: Walter Rösen
- 01.01.1988–31.05.1995: Heinz-Willy Verrieth

Zum 1. Juni 1995 wurde die kommunale Doppelspitze in der Gemeinde Schermbeck durch Wahl eines hauptamtlichen Bürgermeisters abgeschafft.

### Liste der hauptamtlichen Bürgermeister der Gemeinde Schermbeck seit 1995
- 1995–2004: Wilhelm Capell (SPD)
- 2004–2014: Ernst-Christoph Grüter (CDU)
- seit 2014: Mike Rexforth (CDU)

## In der Gemeinde Schermbeck geborene Persönlichkeiten
- Karl Böckenhoff (1870–1917), katholischer Geistlicher, Kirchenrechtler und Moraltheologe
- Gustav Sack (1885–1916), Dichter und Schriftsteller
- Klemens Niermann (1928–2007), Pastor und Fluchthelfer[1][2]
- Karl-Heinz Henrichs (1942–2008), Radsportler
- Christel Bienstein (* 1951), Pflegewissenschaftlerin, Hochschullehrerin
- Andreas Kraß (* 1963), Philologe, Hochschullehrer an der Humboldt-Universität zu Berlin
- Andreas Hüttemann (* 1964), Philosoph, Hochschullehrer an der Universität zu Köln
- Franz-Josef Deiters (* 1964), Literaturwissenschaftler, Hochschullehrer an der Monash University in Melbourne, Australien
- Thomas Kammeier (* 1966), Koch, mit einem Stern im Guide Michelin ausgezeichnet
- Andreas Peine = DJ Deep (* 1968), Remixer und DJ

## Bekannte Einwohner und mit Schermbeck verbundene Persönlichkeiten
- Jermaine Jones (* 1981), deutscher Fußballspieler mit US-amerikanischen Wurzeln, heiratete in Schermbeck seine damalige langjährige Lebensgefährtin